# Friedrich Klausing
Friedrich Hermann Klausing (19. srpna 1887, Mönchengladbach – 6. srpna 1944, Praha) byl německý právník, voják, vysokoškolský pedagog a předposlední rektor Německé univerzity v Praze.

## Životopis

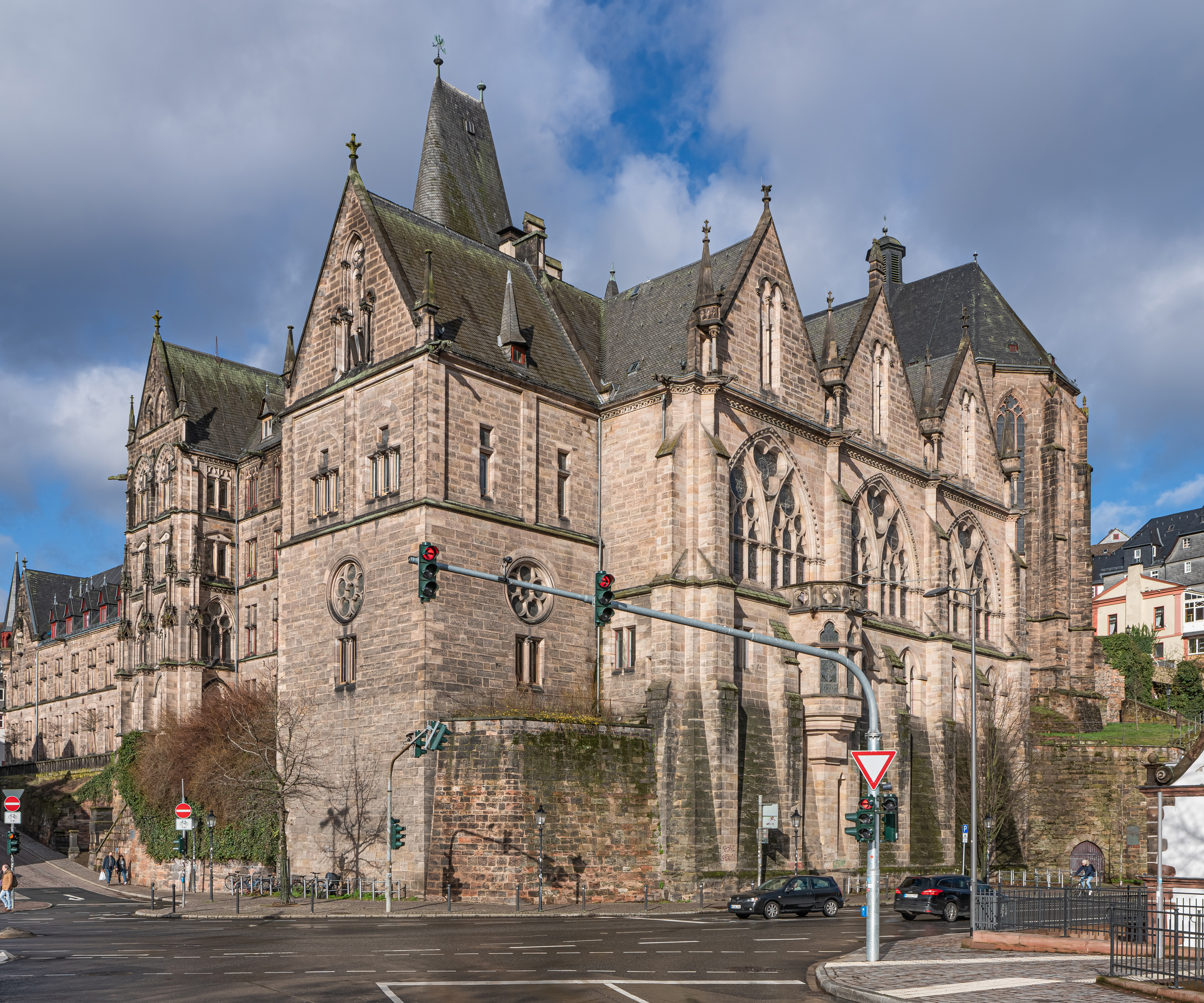
Univerzita Marburg, alma mater Friedricha Klausinga

### Mládí a studia
Friedrich Klausing byl synem ředitele školy Friedricha Klausinga (1857–1908) a Idy (1865–1935), rozené Trappmannové. Po ukončení školní docházky studoval politologii, právo, historii a filozofii na univerzitách v Marburgu, Mnichově a Berlíně. Během studií se stal členem Verein Deutscher Studenten v Marburgu. Roku 1913 získal na univerzitě v Marburgu doktorát práv s disertační prací na téma O obchodních zvyklostech v platebním styku směnkami a šeky u Ernsta Heymanna a v témže roce se habilitoval prací Placení směnkou a šekem. V roce 1914 se Klausing stal docentem práv.
V roce 1914 se Klausing stal lektorem na vysoké obchodní škole v Mnichově a v letech 1914 až 1918 se zúčastnil první světové války jako poručík v záloze a velitel roty. Po skončení války byl v roce 1920 profesorem na vysoké obchodní škole v Mnichově. Od roku 1921 vyučoval na Frankfurtské univerzitě, v roce 1932 přešel na Univerzitu Marburg a v roce 1933 se vrátil na katedru německých právních dějin, občanského a obchodního práva ve Frankfurtu.

### Člen NSDAP a čistky
Klausing byl v letech 1920 až 1932 členem Německé lidové strany a po převzetí moci národními socialisty dne 1. května 1933 se stal členem NSDAP. Již v roce 1930 vstoupil do Bojové ligy za německou kulturu. Od roku 1931 byl členem Stahlhelm, a v roce 1933 při zániku této organizace přešel do jednotek Sturmabteilung (SA). V SA dosáhl hodnosti Obersturmführera. Byl poradcem pro obrannou politiku SA v Hesensku. Klausing se již na jaře 1933 podílel na politických čistkách na frankfurtské univerzitě a v dalších institucích, které byly zbaveny „Židů a levičáků“. Zvláště tvrdě bojoval proti židovskému sociálnímu demokratovi a dělnickému právníkovi Hugo Sinzheimerovi. Za své zásluhy o očistu univerzity byl Klausing 28. listopadu 1933 rektorem univerzity Ernstem Krieckem jmenován děkanem právnické fakulty a tuto funkci zastával až do roku 1937. Jako odborník na bankovní a úvěrové právo Klausing mimo jiné zastupoval Třetí říši na mezinárodních konferencích a zajistil, aby se zasedání Mezinárodní akademie pro srovnávací právo v roce 1934 mohli z německé strany účastnit pouze nežidé.
Klausing byl také členem Akademie pro německé právo, která měla programové myšlenky nacistů zapracovat do nového lidového zákoníku. Po vypuknutí druhé světové války se Klausing přihlásil jako dobrovolník do Wehrmachtu a jako kapitán v záloze se zúčastnil západního tažení. Po francouzském tažení v roce 1940 byl Klausing jmenován do funkce vedoucího katedry občanského, obchodního a pracovního práva na Německé univerzitě v Praze.

### V Praze

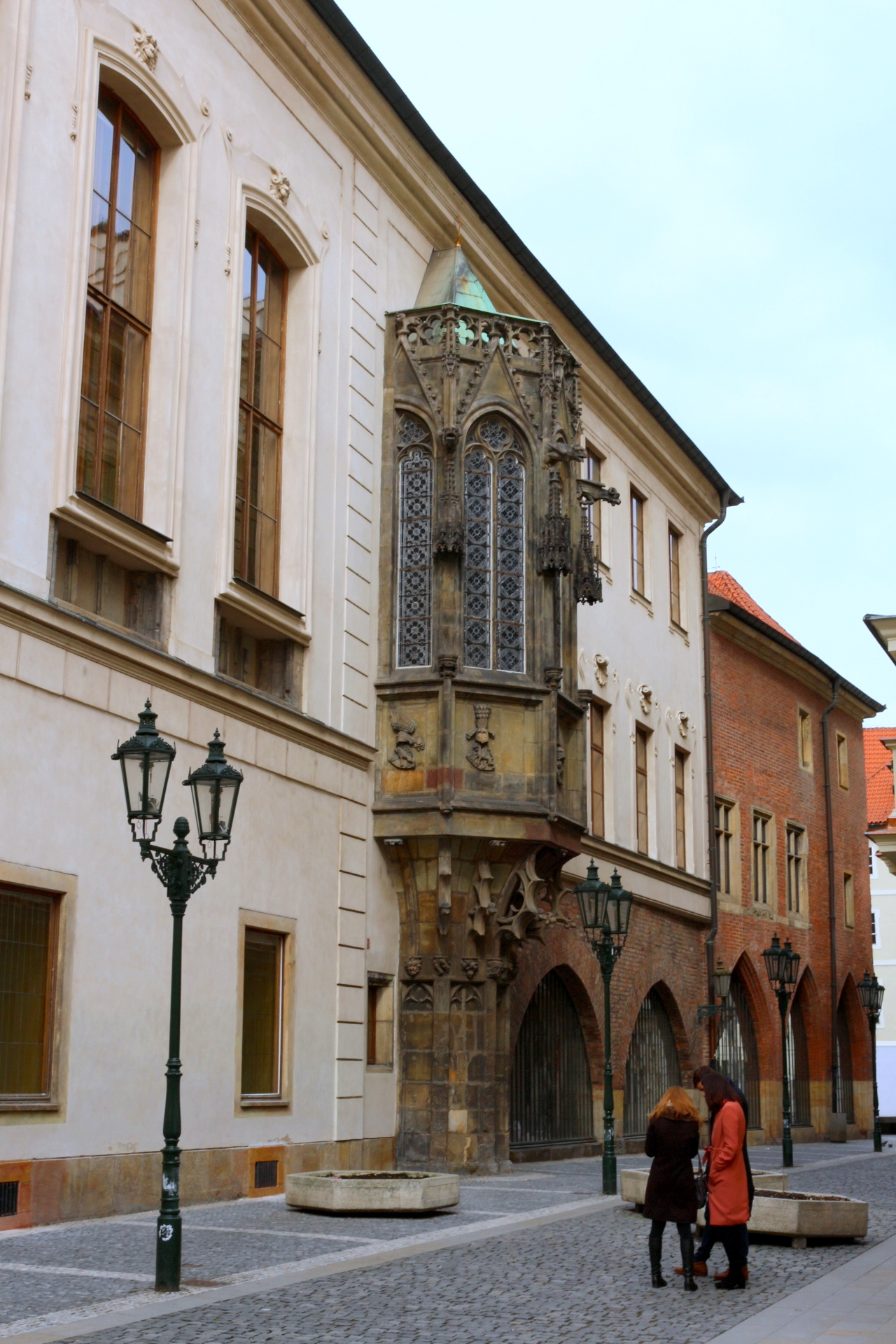
Budova Karolina, kde sídlila Německá univerzita v Praze

Klausing se s manželkou přestěhoval do Prahy. Po zřízení Protektorátu Čechy a Morava, což znamenalo faktickou anexi, se měla německá Karlova univerzita, jediná zbývající univerzita v Praze, proměnit ve „výzkumné a plánovací centrum nacistické okupační politiky v Čechách a na Moravě“. Předpokladem k tomu byla „dejudaizace“ univerzity, při níž bylo propuštěno 10 % studentů a 33 % pedagogického sboru. Samozřejmostí bylo, že příslušníkům okupačních vojsk byly zdarma poskytnuty zabavené byty, avšak Klausing shledal nabízené byty z hlediska standardu nedostatečnými. V listopadu 1940 zaslal říšskému ministerstvu vědy dopis, v němž se pozastavil nad velkorysou vilou jedné bohaté „židovské“ rodiny.
Říšský protektor Neurath mu pak přidělil „Waignerovu vilu“ na Bubenečské ulici. Předchozí majitelé, židovský bankéř a podnikatel Emil Waigner a jeho žena Marie, byli 9. srpna 1940 vyvlastněni a vyhozeni ze svého domu. Oba byli deportováni do koncentračních táborů a v roce 1942 byli zavražděni. V této době, dlouho po nastěhování, nebyli Klausing a jeho žena spokojeni se stavem vily. Ještě v srpnu 1942 se dohadovali s úřady o rozdělení nákladů na rekonstrukci.
V listopadu 1943 byl Klausing jmenován rektorem univerzity. Jeho jediným významným soupeřem byl Hans Joachim Beyer, mluvčí nadace Reinharda Heydricha, která ovlivňovala dění na univerzitě. Za Klausingova rektorátu se uvažovalo o rozšíření rasových studií.

### Konec života
Klausingův syn Friedrich Karl Klausing se jako důstojník wehrmachtu a adjutant Clause Schenka von Stauffenberga zúčastnil atentátu na Adolfa Hitlera 20. července 1944. Po neúspěšném atentátu se 21. července 1944 ráno sám přihlásil na gestapu. Když 26. července při výslechu na gestapu vyšlo najevo podezření, že se jeho syn na zločinu podílel, podal Klausing dopisem státnímu ministrovi Karlu Hermannovi Frankovi rezignaci na funkci rektora univerzity, dokud se neprokáže synova nevina. Frank přijal jeho rezignaci.
Dne 5. srpna byly v pražském denním tisku zveřejněny osobní údaje spiklenců. Na bezprostředně dohodnuté schůzce s K. H. Frankem Klausing získal jeho souhlas s plánem vstoupit do Wehrmachtu nebo Waffen-SS, aby odčinil zločin svého syna. Ve stejné době vyzval Klausinga vrchní velitel SA v Liberci Franz May, aby spáchal sebevraždu a „vyjasnil si tak svůj vztah k SA“. To bylo Klausingovi sděleno 5. srpna v 16:00 hodin.
Klausing se zastřelil ve své pražské vile v noci z 5. na 6. srpna 1944. V dopise na rozloučenou, který po sobě Klausing zanechal, není nic, co by naznačovalo pochopení pro synův čin. Napsal „kdybys jen našel kulku - zemři jako člověk“. Svému synovi Ottovi mimo jiné napsal, že doufá, že mu bude dovoleno zemřít za vlast. Svůj dopis na rozloučenou, který měl být předán státnímu ministru Frankovi, Klausing zakončil chvalozpěvem na Německo, vojáky, SA a Adolfa Hitlera.
Den po rektorově sebevraždě se konala mimořádná schůze akademického senátu, na které bylo rozhodnuto, že se zástupci univerzity nezúčastní pohřbu a nebudou poslány projevy soustrasti. Ve funkci jej nahradil psycholog Kurt Albrecht.
Jeho syn Friedrich Karl Klausing byl po procesu před lidovým soudem 8. srpna 1944 oběšen ve věznici Plötzensee. Poté, co se vdova odstěhovala, převzal dům po krátké době Hanns Martin Schleyer se svou rodinou.

## Rodina
Klausing byl ženatý s Marií-Sibylle (* 1889), rozenou Lehmannovou. Manželé měli tři syny: Benna (* 1915), který byl od počátku roku 1942 nezvěstný na východní frontě, Friedricha Karla (* 1920) a Otta (* 1926) a dceru Mathildu (* 1919).